# As Mulatas
As Mulatas est une peinture de l'artiste brésilien Di Cavalcanti réalisée en 1962. Elle est exposée au Palais du Planalto, à Brasilia.

## Histoire
Le 8 janvier 2023, l'œuvre est perforée de multiples fois pendant l'invasion de la Place des Trois Pouvoirs.